# I Don’t Want to Get Hurt
I Don’t  Want to Get Hurt – singel szwedzkiego duetu Roxette wydany w listopadzie 1995 roku wyłącznie w Brazylii jako promo. Utwór był bardzo często grany w tamtejszych stacjach radiowych i został wykorzystany w jednej z brazylijskich telenowel. Hiszpańskojęzyczna wersja została nagrana na płytę Baladas En Español pod tytułem "Quiero ser como tú". Nakręcono także promocyjny klip, jednak do tej pory nie zamieszczono go na żadnym oficjalnym wydawnictwie.

## Utwory
- I Don’t  Want to Get Hurt – 4:17